# Кінгсфорд-Гайтс (Індіана)
Кінгсфорд-Гайтс (англ. Kingsford Heights) — місто (англ. town) в США, в окрузі Лапорт штату Індіана. Населення — 1335 осіб (2020).

## Географія
Кінгсфорд-Гайтс розташований за координатами 41°28′43″ пн. ш. 86°41′34″ зх. д. / 41.47861° пн. ш. 86.69278° зх. д. (41.478561, -86.692687).  За даними Бюро перепису населення США в 2010 році місто мало площу 2,44 км², уся площа — суходіл.

## Демографія
Згідно з переписом 2010 року, у місті мешкало 1435 осіб у 509 домогосподарствах у складі 374 родин. Густота населення становила 588 осіб/км².  Було 548 помешкань (225/км²).
Расовий склад населення:
| - 86,3 % — білих - 8,1 % — чорних або афроамериканців - 0,6 % — корінних американців - 0,3 % — азіатів - 1,1 % — осіб інших рас |

До двох чи більше рас належало 3,7 %. Частка іспаномовних становила 5,0 % від усіх жителів.
За віковим діапазоном населення розподілялося таким чином: 30,2 % — особи молодші 18 років, 58,9 % — особи у віці 18—64 років, 10,9 % — особи у віці 65 років та старші. Медіана віку мешканця становила 33,0 року. На 100 осіб жіночої статі у місті припадало 89,8 чоловіків;  на 100 жінок у віці від 18 років та старших — 88,3 чоловіків також старших 18 років.
Середній дохід на одне домашнє господарство  становив 43 286 доларів США (медіана — 35 417), а середній дохід на одну сім'ю — 45 058 доларів (медіана — 41 705). Медіана доходів становила 39 612 долари для чоловіків та 31 289 доларів для жінок. За межею бідності перебувало 22,7 % осіб, у тому числі 42,9 % дітей у віці до 18 років та 15,8 % осіб у віці 65 років та старших.
Цивільне працевлаштоване населення становило 637 осіб. Основні галузі зайнятості: виробництво — 35,2 %, освіта, охорона здоров'я та соціальна допомога — 16,8 %, науковці, спеціалісти, менеджери — 11,5 %, роздрібна торгівля — 9,4 %.